# C. G. Haenel
C. G. Haenel es un fabricante de armas alemán ubicado en Suhl, Alemania.

## Actualidad
En 2008, la empresa adoptó su nombre original de C. G. Haenel. Ahora pertenece a Merkel Jagd- und Sportwaffen GmbH, que a su vez forma parte de Caracal International en los Emiratos Árabes Unidos. El primer producto de la compañía en 2008 fue el rifle de francotirador Haenel RS8 que, en 2009, condujo al desarrollo de una versión Haenel RS9 más grande con un calibre .338 Lapua Magnum. Ese mismo año vio la introducción de una nueva gama de rifles de caza, denominada serie Jaeger 8. Esto fue seguido por el Jaeger 9 de un solo disparo, el Jaeger 10, el SLB 2000+, que fue desarrollado originalmente por Heckler y Koch, y la escopeta Jaeger 11.
En febrero de 2016, la Bundeswehr ordenó el Haenel RS9 como su nuevo rifle de francotirador de alcance medio, designado como G29.  Esto fue seguido por una orden de la Policía de Hamburgo para el rifle semiautomático Haenel CR 223 de la compañía en noviembre. Según se informa, estos se retiraron de su uso en 2017 debido a la interferencia persistente. Estos problemas se atribuyeron al uso de municiones por parte de la policía de Hamburgo y Haenel afirmó que solucionaría el problema.
En enero de 2019, el MK 556 de la compañía fue preseleccionado junto con el Heckler y Koch HK416 y HK433 como un posible reemplazo del rifle de servicio G36 de la Bundeswehr. Se esperaba ampliamente que la competencia fuera ganada por Heckler y Koch, que han suministrado rifles de servicio anteriores al ejército alemán, incluidos los dos más recientes, el G3 y el G36. Sin embargo, a pesar de las expectativas, la Bundeswehr seleccionó el MK 556 el 15 de septiembre de 2020. El contrato, actualmente por valor de 245 millones de euros, es para entregar 120.000 rifles.

## Los productos fabricados por C. G. Haenel incluyen
MP 38 / MP 40
Haenel 303
Sturmgewehr 44
Haenel MK 556
Rifle anti-francotirador G29